# Liste der Wappen im Landkreis Emsland
Diese Liste beinhaltet alle in der Wikipedia gelisteten Wappen des Landkreises Emsland in Niedersachsen.

## Landkreis Emsland und Vorgängerkreise
Zum 1. August 1977 wurde der Landkreis Emsland aus den Landkreisen Aschendorf-Hümmling, Meppen und Teilen des Landkreises Lingen gebildet.
| Landkreis                     | Wappen                                     | Kommentare |
| ----------------------------- | ------------------------------------------ | --- |
| Emsland                       |                                            | Wappen und Flagge vom Kreistag angenommen am 14. September 1981, genehmigt am 27. Januar 1982: „Zweifach geteilt, unten im Wellenschnitt: oben in Rot ein silbernes Hünengrab, in der Mitte in Gold drei rote Mispelblüten mit goldenen Butzen nebeneinander, unten in Blau ein goldener Anker.“ |
| Aschendorf-Hümmling 1932–1966 | Wappen des Landkreises Aschendorf-Hümmling | Genehmigt durch das Preußische Staatsministerium am 15. Oktober 1935: „Geteilt von Silber und Rot; oben ein schwarzes Hünengrab, unten ein schräglinker silberner Wellenbalken.“ |
| Aschendorf-Hümmling 1966–1977 | Wappen des Landkreises Aschendorf-Hümmling | Genehmigt durch den Regierungspräsidenten in Osnabrück 20. Januar 1966: „Geteilt von Silber und Rot; oben ein schwarzes Hünengrab, unten ein silberner Wellenbalken.“ |
| Lingen 1885–1977              | Wappen des Landkreises Lingen              | Genehmigt durch das Preußische Staatsministerium am 11. Oktober 1935: „Unter goldenem Schildhaupt, darin nebeneinander drei natürliche gestielte grüne Seeblätter, in Blau ein goldener Anker.“                                                                                                  |
| Meppen 1885–1977              | Wappen des Landkreises Meppen              | Genehmigt durch den Niedersächsischen Minister des Innern am 25. Juni 1957: „In Rot ein goldener Wellengöpel, der unten eine goldene heraldische Rose einschließt.“ |

## Samtgemeinden
| Samtgemeinde | Wappen | Kommentare |
| ------------ | ------ | --- |
| Dörpen       |        | Genehmigt 1973 durch den Regierungspräsidenten in Osnabrück: „In Rot ein silberner (weißer) schräg linker Wellenbalken, begleitet von einer goldenen (gelben) Garbe aus neun Ähren und einem goldenen (gelben) Papierbogen.“ |
| Freren       |        | Die Samtgemeinde führt das Wappen der Stadt Freren, genehmigt ????: „In Gold drei grüne Wasserrosenblätter an aufrechtem Stiel.“ Die Siegel, die eine Krone auf dem Schild zeigen gehen nicht vor das 19. Jahrhundert zurück. |
| Herzlake     |        | Genehmigt ????: „Das Wappen der Samtgemeinde zeigt unter goldenem Wellenschildhaupt, darin ein rotes Hünengra aus dei Trage- und zwei Decksteinen, von Grün und Silber gespalten, darin in verwechselten Farben vorn eine pfahlweis gestellte zum Spalt gewendete Hirschstange, hinten ein Dornenast.“                                     |
| Lathen       |        | Genehmigt ????: „Von Silber und Grün im Wellenschnitt geteilt, darin in verwechselten Farben ein Bündel aus sechs Ähren, unten begleitet von zwei Schildchen, vorn: von Rot und Gold geteilt, hinten: in Gold ein roter Balken.“ |
| Lengerich    |        | Angenommen durch den Rat der Samtgemeinde Lengerich am 24. April 1978, genehmigt durch den Landkreis Emsland am 14. Juli 1978: „Das Wappen der Samtgemeinde Lengerich zeigt in Blau zwei schräggekreuzte goldene Abtsstäbe, bewinkelt oben von einer goldenen Garbe, unten von einem goldenen Anker, begleitet von zwei goldenen Kreuzen.“ |
| Nordhümmling |        | Genehmigt durch den Regierungspräsidenten in Osnabrück am 10. Juli 1975: „Das Wappen der Samtgemeinde zeigt von Rot über Silber im Wellenschnitt geteilt oben eine silberne Buche, deren Stamm vorn von einem silbernen Johanniterkreuz begleitet wird, unten ein schwarzes Hünengrab aus drei Trage- und zwei Decksteinen.“               |
| Sögel        |        | Genehmigt ????: „Unter im Dreibogenschnitt geteiltem goldenen Schildhaupt, darin eine waagerechte rote Hirschstange; in Grün acht aufrechte silberne Eicheln im Verhältnis 3:3:2.“ |
| Spelle       |        | Genehmigt ????: „Das Wappen zeigt innerhalb eines vierzehnfach golden-blau gestückten Bordes in Gold eine ledige blaue Deichsel.“ |
| Werlte       |        | Genehmigt ????: „In Rot vier goldene Ähren ringförmig gruppiert um ein fünfspeichiges goldenes Zahnrad.“ |

### Ehemalige Samtgemeinden
| Samtgemeinde | Wappen | Kommentare |
| ------------ | ------ | --- |
| Aschendorf   |        | Genehmigt durch den Regierungspräsidenten in Osnabrück am 21. März 1967: Das sonst gleiche Wappen der Samtgemeinde Aschendorf unterscheidet sich von dem Wappen der Stadt Aschendorf durch zusätzliche sechs Sterne. Zum 1. Januar 1973 wurden Stadt und Samtgemeinde Aschendorf aufgelöst. Die Stadt Aschendorf sowie die Gemeinden Bokel, Herbrum, Nenndorf und Tunxdorf wurden in die Stadt Papenburg eingegliedert. |

## Städte und Gemeinden
| Stadt oder Gemeinde        | Wappen       | Kommentare |
| -------------------------- | ------------ | --- |
| Gemeinde Andervenne        |              | Genehmigt ????: „Im von Blau und Gold geteilten Feld eine Garbe aus sechs Ähren in verwechselten Farben, unten beseitet von zwei abgewendeten roten Pferdeköpfen.“ |
| Gemeinde Bawinkel          |              | Genehmigt ????: „Das Wappen der Gemeinde Bawinkel zeigt in Blau einen erniedrigten goldenen Sparren, oben besteckt mit einem goldenen Kreuzchen und begleitet von drei (2:1) goldenen Kleeblättern.“ |
| Gemeinde Beesten           |              | Genehmigt ????: „In Gold ein Sparren, von dessen unterem Rand vier gitterweise gelegte rote Schrägbalken, zwei rechte und zwei linke, zu den Seiten des Schildes gehen, im rechten Obereck ein sechsspeichiges, rotes Rad.“ |
| Gemeinde Bockhorst         |              | Genehmigt ????: „Das Wappen der Gemeinde zeigt in Gold einen roten Wellenbalken, begleitet von drei (2:1) roten Buchenblättern.“ |
| Gemeinde Börger            |              | Genehmigt ????: „Das Wappen der Gemeinde Börger zeigt von Rot über Gold geteilt, darin oben in verwechselten Farben ein Bienenkorb zwischen zwei Birkenblättern, unten ein Mühlstein mit silbernem Mühleisen.“ |
| Gemeinde Breddenberg       |              | Angenommen durch den Rat der Gemeinde Breddenberg am 13. März 2013, genehmigt durch den Landkreis Emsland ????: „In Silber auf gewölbtem grünen Schildfuß ein roter Stein mit der silbernen Zahl 1788 zwischen zwei aus den Außenseiten des Schildfußes wachsenden, in den Schildrand verschwindenden grünen Eichen; der Schildfuß belegt mit einem silbernen Wellenbalken.“                                                |
| Gemeinde Dersum            |              | Genehmigt ????: „Über blauem Wellenbalken von Gold und Rot halb gespalten, darin in verwechselten Farben vorn eine Kaufmannswaage, hinten eine Korngarbe. Unter dem Wellenbalken in Gold drei (2:1) rote Kleeblätter.“ |
| Gemeinde Dohren            |              | Genehmigt ????: „Unter goldenem Wellenschildhaupt, darin eine rote Hirschstange, von Grün und Silber gespalten, darin ein Dornbusch in verwechselten Farben.“ |
| Gemeinde Dörpen            |              | Genehmigt ????: „Das Wappen der Gemeinde Dörpen zeigt im grünen Feld einen silbernen schräglinken Wellenbalken, begleitet von einer schräglinken goldenen Ähre und einer goldenen Papierrolle.“ |
| Gemeinde Emsbüren          |              | Genehmigt ????: „Auf goldenem Grund ein schmales rotes Andreaskreuz, belegt mit einem senkrechten blauen Wellenpfahl.“ |
| Gemeinde Esterwegen        |              | Genehmigt durch den Regierungspräsidenten in Osnabrück am 10. Januar 1972: „Das Wappen der Gemeinde zeigt in rotem Feld eine silberne Buche, deren Stamm vorn von einem silbernen Johanniterkreuz begleitet wird.“ |
| Stadt Freren               |              | Wappen beruht auf Siegelführung seit dem frühen 19. Jahrhundert: „In Gold drei grüne Wasserrosenblätter an aufrechtem Stiel.“ Die Siegel, die eine Krone auf dem Schild zeigen gehen nicht vor das 19. Jahrhundert zurück. Die Samtgemeinde Freren führt ebenfalls das Wappen der Stadt Freren. |
| Gemeinde Fresenburg        |              | Genehmigt 1991: „In Gold über goldenem Wellenschildfluss aus einer roten Zinnenmauer wachsend eine Linde mit drei starken Ästen, begleitet von zwei roten Zinnentürmen.“ |
| Gemeinde Geeste            |              | Genehmigt am 2. Dezember 1982: „In Grün ein schräglinker silberner Wellenbalken, begleitet oben von einem silbernen Bohrturm, unten von einem achtspeichigen silbernen Wagenrad.“ |
| Gemeinde Gersten           |              | Genehmigt ????: „Das Wappen der Gemeinde Gersten ist schräglinks durch eine schwarze Leiste geteilt, hinten schräg geteilt durch eine schwarze Leiste. Es zeigt vorn in Blau eine goldene Linde mit sechs Blättern, hinten oben in Gold ein blaues Kreuz, hinten unten in Gold einen blauen Fachwerkgiebel.“ |
| Gemeinde Groß Berßen       |              | Genehmigt 2015: „Im goldenen Schildhaupt ein schwarzes Hünengrab mit großem Deckstein auf drei Tragesteinen. Darunter in Rot zwei schräglinke silberne Wellenleisten, begleitet von zwei goldenen, schräglinks gestellten Eicheln. Zwischen den Wellenleisten eine goldene Ähre.“ |
| Gemeinde Handrup           |              | Genehmigt ????: „Das Wappen der Gemeinde Handrup zeigt in Blau einen goldenen Göpel. Vorn einen goldenen Turm mit Spitzdach, hinten eine goldene Getreidegarbe, unten einen goldenen Dachstuhl mit darunter hängender goldener Glocke.“ |
| Stadt Haren (Ems)          |              | Genehmigt durch den Regierungspräsidenten in Osnabrück 1959 der damaligen Gemeinde, seit 1965 Stadt: „In Blau drei gekreuzte goldene Maste, an denen jeweils unten ein silbernes Segel und ein silberner Wimpel angebracht sind.“ |
| Stadt Haselünne            | Wappenschild | Wappen beruht auf Siegelführung seit der Zeit um 1300: „In Gold zwei rote Balken.“ Gegen Mitte des 18. Jahrhunderts fügte man dem Wappen das Brustbild des hl. Paulus als des Patrons des Bistums Münster hinzu hinzu, um die Territorialherrschaft stärker hervorzuheben. |
| Gemeinde Heede             |              | Genehmigt ????: „Das Wappen ist von Rot und Gold im Wellenschnitt geteilt, darin ist dargestellt in verwechselten Farben eine Linde mit dickem Stamm, vorn begleitet von einem roten Schlüssel mit Doppelkreuzbart und ringförmigem Griff, hinten von einer roten Ähre.“ |
| Gemeinde Herzlake          |              | Genehmigt ????: „Das Wappen der Gemeinde Herzlake zeigt von Rot und Gold im Wellenschnitt gespalten, darin in verwechselten Farben vorn drei Kugeln, hinten eine Hirschstange, beides pfahlweis gestellt.“ |
| Gemeinde Hilkenbrook       |              | Genehmigt ????: „Schräglinks geteilt von Rot und Grün durch eine geteilte silberne Wellenleiste, oben ein nach unten geöffnetes silbernes Hufeisen mit viereckigen schwarzen Nagellöchern; unten ein schräglinks liegender silberner Torfspaten.“ |
| Gemeinde Hüven             |              | Genehmigt ????: „Im gespaltenen Schild vorn in Gold ein roter Balken, darüber ein schwarzes Hünengrab mit drei Tragsteinen und einem großen Deckstein; unter dem Balken eine rote Eichel. In der hinteren Schildhälfte in Rot aus silbernen Wellen im Schildfuß wachsend die Giebelsteine einer Wassermühle mit schwarzem Wasserrad. Aus dem Krüppelwalmdach wächst eine silberne Windmühle vom Typ des Galerieholländers.“ |
| Gemeinde Klein Berßen      |              | Genehmigt ????: „In Rot eine schräglinke, goldene Ähre, begleitet von zwei silbernen, schräglinken Wellenleisten sowie von einem goldenen Kreuz im rechten Obereck und einem goldenen, achtspeichigen Wagenrad im linken Untereck.“ |
| Gemeinde Kluse             |              | Genehmigt durch den Landrat des Landkreises Emsland am 31. Januar 2024: „In Gold (Gelb) gespalten durch einen blauen Wellenstab; vorn ein roter Kirchturm und hinten über einem roten links schrägen Eisenbahngeleise auf roten Schwellen rote Windmühlenflügel.“ |
| Gemeinde Lähden            |              | Genehmigt ????: „Das Wappen der Gemeinde Lähden zeigt unter goldenem Schildhaupt, darin ein rotes Hünengrab aus drei Trage und zwei Decksteinen in Grün zwei silberne Schräglinksbäche.“ |
| Gemeinde Lahn              |              | Genehmigt ????: „In Gold drei aus einem Stiel wachsende grüne Eichenblätter über einem roten Schildfuß mit einem silbernen, aus einem Deckstein und zwei Stützsteinen bestehenden Steingrab.“ |
| Gemeinde Langen            |              | Genehmigt ????: „Das Wappen der Gemeinde Langen ist Blau mit goldenem Schildbord, geteilt durch eine schmale ausgebogene goldene Leiste. Oben rechts ein goldener Hammer, mit Eichenblatt und Eichel gekreuzt und sichelförmig eingefasst, oben links eine goldene Kirche, unten sieben goldene Ähren.“ |
| Gemeinde Lathen            |              | Genehmigt ????: „Das Wappen der Gemeinde Lathen zeigt in grünem Feld einen silbernen Brunnen mit zwei seitlichen Säulen. Zwischen den Säulen hängt ein dreispeichiges Rad mit silbernem Brunnenseil. An den Säulen hängen zwei Schildchen, vorn, von Rot und Gold geteilt, hinten, ein roter Balken in goldenem Feld. Der Wellenbalken im Schildfuß stellt die Ems dar.“                                                    |
| Gemeinde Lehe              |              | Genehmigt ????: „.“ |
| Gemeinde Lengerich         |              | Genehmigt ????: „Das Wappen der Gemeinde Lengerich zeigt in blauem Feld einen aufwärts gerichteten goldenen Bogenbalken, begleitet oben von einer goldenen Ähre, rechts überhöht von einem goldenen Kreuz. Unterhalb des Balkens ein goldenes Mühlrad.“ |
| Stadt Lingen (Ems)         |              | Wappen beruht auf Siegelführung wohl seit dem 14. Jahrhundert, nachgewiesen seit 1521: „In Rot nebeneinander drei schwebende goldene Türme mit stützenförmigen Sockeln, der mittlere oben und unten länger.“ Seit dem 18. Jahrhundert ergänzen das Wappen eine über dem Schild schwebende Krone und zwei schildhaltende Löwen.                                                                                              |
| Gemeinde Lorup             |              | Genehmigt ????: „In Grün ein schräglinker rot-goldener Doppelbalken, begleitet oben von einer silbernen Pflugschar, unten von einem silbernen sechsspeichigen Rad.“ |
| Gemeinde Lünne             |              | Genehmigt ????: „Von Blau und Gold im Wellenschnitt gespalten, darin in verwechselten Farben vorn [ein] Bündel von vier Kornähren, hinten ein Spinnrad mit fünfspeichigem Schwungrad, Spindel und Rocken übereinander.“ |
| Kreisstadt Meppen          |              | Wappen beruht auf Siegelführung seit dem 14./15. Jahrhundert: „In Gold ein roter Balken, der oben mit einem roten Tatzenkreuz besteckt ist.“ |
| Gemeinde Messingen         |              | Genehmigt ????: „Geteilt von Rot und Gold; oben zwischen zwei aufrechten goldenen Eicheln ein schräg liegendes goldenes Messer; unten ein blaues Antoniuskreuz mit zwei angehängten blauen Glöckchen.“ |
| Gemeinde Neubörger         |              | Genehmigt ????: „Das Wappen zeigt in Rot über einem silbernen Hünengrab mittig einen mit der Spitze nach hinten weisenden silbernen Hammer mit goldenem Stil, begleitet von jeweils zwei goldenen Ähren.“ |
| Gemeinde Neulehe           |              | Genehmigt ????: „Das Wappen zeigt in Rot unter einer goldenen Korngarbe schräggekreuzt zwei silberne Torfgräberwerkzeuge: Torfstecher und Torfspaten, darunter im Schildfuß ein goldenes Kleeblatt.“ |
| Gemeinde Niederlangen      |              | Genehmigt ????: „Im roten Feld vom goldenen Wellenschildfuß zu den Oberecken aufsteigend vorn eine goldene Ähre, hinten ein goldener Rohrkolben, dazwischen eine goldene Glocke. Die Halme überdeckt eine goldene, über dem Wellenschildfuß schwebende, korbbogige Brücke.“ |
| Gemeinde Oberlangen        |              | Genehmigt ????: „Von Gold und Rot im Wellenschnitt geteilt, darin in verwechselten Farben oben eine liegende Schafschere, unten aus dem Schildfuß wachsend vier Kornähren.“ |
| Stadt Papenburg            |              | Das Wappen geht zurück auf das Wappen der in den Jahren 1150 bis 1230 auf der Papenburg ansässigen Familie von Papenburg: „In Rot mit goldenem Bord ein linksgewendeter, golden gekrönter, blau bewehrter schwarzer Löwe.“ |
| Gemeinde Rastdorf          |              | Genehmigt ????: „Durch goldenen Schrägbalken geteilt; vorn in Rot acht zu einer Garbe gebundene goldene Ähren, hinten in Grün ein silbernes Steindenkmal.“ |
| Gemeinde Renkenberge       |              | Genehmigt ????: „In Gold ein roter Fuchs mit silberner Schwanzspitze, laufend auf einem grünen Dreiberg, der mit einem goldenen Spatenblatt belegt ist.“ |
| Gemeinde Rhede (Ems)       |              | Genehmigt am 16. Juli 1960: „In Gold ein schrägrechter schwarzer Wellenbalken, begleitet oben von einem schwarzen Steuerrad, unten von einer schwarzen Pflugschar.“ |
| Gemeinde Salzbergen        |              | Genehmigt ????: „Das Wappen der Gemeinde Salzbergen zeigt auf rotem Grund einen silbernen mit einem blauen Wellenbalken belegten Dreiberg, darüber nebeneinander gestellt drei goldene Tropfen.“ |
| Gemeinde Schapen           |              | Genehmigt ????: „Das Wappen der Gemeinde Schapen zeigt in Rot einen schrägrechten silbern bordierten grünen Wellenbalken; oben ein silbernes Schaf, unten eine silberne Urne.“ |
| Gemeinde Sögel             |              | Genehmigt durch den Landkreis Emsland am 9. Juni 1983: „Gespalten von Blau und Rot durch eine eingebogene goldene Spitze, darin ein schwarzes Keilerhaupt; rechts in blau eine goldfarbene Waage; links in rot eine silberfarbene Darstellung des heiligen Jakobus des Älteren – Brustbild mit Evangeliar -.“ |
| Gemeinde Spahnharrenstätte |              | Genehmigt durch den Landkreis Emsland 1984: „Von Blau über Gold geteilt, darin in verwechselten Farben 2 Ähren mit nach außen gebogenen Halmen, diese mit je einem äußeren gebogenen Blatt, im oberen Schildteil rechts ein silbernes Pestkreuz, links ein schwebendes silbernes Steingrab, im Schildfuß ein schwach linkshin gelegtes blaues Eichenblatt, unten mit einer linkshin gelegten Eichel.“                       |
| Gemeinde Spelle            |              | Genehmigt ????: „Das Wappen der Gemeinde Spelle zeigt im blauen Feld über einem goldenen Räderpflug im Schildfuß einen goldenen, bezinnten Burgturm mit spitzem Dach, begleitet von zwei goldenen ausgerissenen Eichen.“ |
| Gemeinde Stavern           |              | Genehmigt ????: „Von Gold über Blau im Wellenschnitt geteilt, darin oben ein rotes Hünengrab mit zwei Tragesteinen und großem Deckstein, unten ein goldenes Wassermühlrad.“ |
| Gemeinde Surwold           |              | Genehmigt ????: „.“ |
| Gemeinde Sustrum           |              | Genehmigt ????: „Von Rot und Gold im Wellenschnitt geteilt, darin in verwechselten Farben aus dem Schildfuß wachsend eine Ähre zwischen zwei Rohrkolben, deren Halme in der unteren Schildhälfte von zwei roten Kleeblättern begleitet werden.“ |
| Gemeinde Thuine            |              | Genehmigt ????: „.“ |
| Gemeinde Twist             |              | Genehmigt durch den Landkreis Emsland am 18. Mai 1982: „Das Wappen der Gemeinde Twist zeigt im gelben Schild einen blau-weißen Birkhahn mit roter Bewehrung und in schwarzem Schildfuß sieben 4 zu 3 gestellte Buchweizenfrüchte.“ |
| Gemeinde Vrees             |              | Entworfen aus Anlass der 1050-Jahrfeier der Gemeinde 1997, genehmigt ????: „Geteilt durch einen blauen Schräglinksbalken; oben in Gold eine grüne Eiche mit schwarzem Stamm, unten einen goldene MItra, unterlegt durch einen schräglinken Bischofsstab mit nach unten offener Krucke, von der ein Panisellium mit den Buchstaben S.N. herabhängt.“                                                                         |
| Gemeinde Walchum           |              | Genehmigt ????: „Das Wappen zeigt in Gold einen schräglinken blauen Wellenbalken, begleitet vorn / oben von einer pfahlweis gestellten roten Kornähre und einer roten Haselnuss mit Hüllblättern, hinten / unten von zwei roten Kleeblättern.“ |
| Gemeinde Werlte            |              | Genehmigt ????: „Von Rot und Gold geteilt, darin in verwechselten Farben oben ein Hünengrab, unten ein fünfspeichiges Zahnrad.“ |
| Gemeinde Werpeloh          |              | Genehmigt ????: „.“ |
| Gemeinde Wettrup           |              | Genehmigt ????: „Das Wappen der Gemeinde Wettrup ist in Blau ein goldener Göpel, oben rechts begleitet von drei goldenen Ähren, oben links von einem säulenförmigen goldenen Fundament, unten eine goldene Spitze, belegt mit einem von zwei blauen Eichenblättern begleiteten bewurzelten blauen Baum.“ |
| Gemeinde Wippingen         |              | Genehmigt ????: „Das Wappen zeigt in Rot ein goldenes schräggestelltes Windmühlen-Flügelkreuz, bewinkelt oben von einem goldenen gleicharmigen Kreuz, unten von einer goldenen Ähre.“ |

## Ortsteile und historische Wappen
| Ort               | Wappen | Kommentare |
| ----------------- | ------ | --- |
| Gemeinde Altharen |        | Genehmigt ????: Die Gemeinde Altharen führte in ihrem Wappen eine Windmühle. Im Jahre 1956 schlossen sich die Gemeinden Haren und Altharen zur neugebildeten Gemeinde Haren (Ems) zusammen, die am 3. Dezember 1965 das Stadrecht erhielt. |
| Stadt Aschendorf  |        | Genehmigt durch den Niedersächsischen Minister des Innern am 31. August 1952: „In Gold ein blauer Wellenbalken, der mit einem viereckigen roten Wehrturm mit blauem Zeltdach in überecker Stellung überdeckt ist.“ Zum 1. Januar 1973 wurden Stadt und Samtgemeinde Aschendorf aufgelöst. Die Stadt Aschendorf sowie die Gemeinden Bokel, Herbrum, Nenndorf und Tunxdorf wurden in die Stadt Papenburg eingegliedert. |